# Gastrochilus dasypogon
Gastrochilus dasypogon là một loài thực vật có hoa trong họ Lan. Loài này được (Sm.) Kuntze mô tả khoa học đầu tiên năm 1891.